# Mount Maloney
Mount Maloney ist ein 1990 m hoher Berg in der antarktischen Ross Dependency. Im Königin-Maud-Gebirge ragt er 6 km nördlich des Mount Alice Gade an der Südostflanke des Bowman-Gletschers auf.
Teilnehmer der US-amerikanischen Byrd Antarctic Expedition (1928–1930) entdeckten und kartierten ihn. Das Advisory Committee on Antarctic Names benannte ihn 1990 nach John H. Maloney Jr., Meteorologe auf der Amundsen-Scott-Südpolstation im antarktischen Winter 1960.